# جورج راث
جورج راث (انگلیسی: George Roth; ۲۵ آوریل ۱۹۱۱ – ۳۱ اکتبر ۱۹۹۷) ژیمناست هنری اهل ایالات متحده آمریکا بود.
از افتخارات وی میتوان به کسب مدال طلا میل‌بازی در بازی‌های المپیک تابستانی ۱۹۳۲ اشاره کرد.